# Anell B

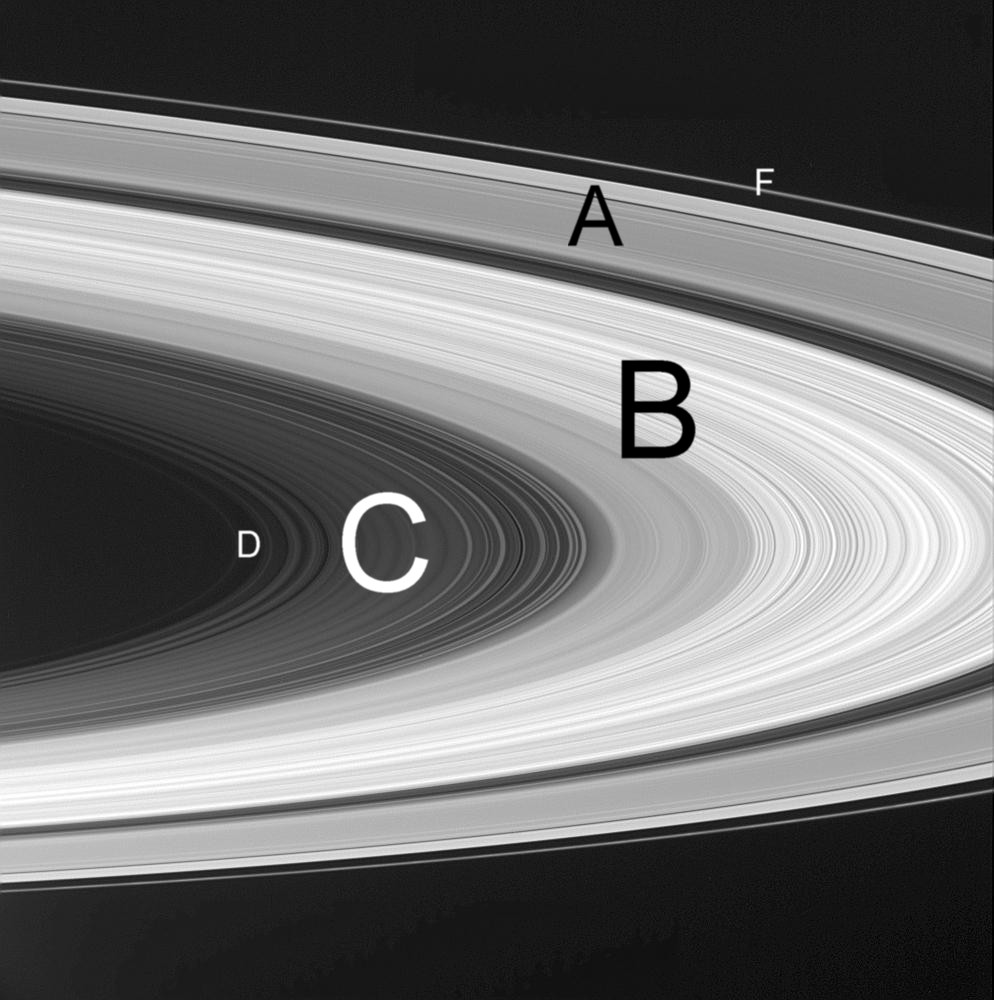
Anells de Saturn. Hi ha etiquetes en els més importants

L'anell B és un dels anells de Saturn. És interior a l'anell A, s'estén des dels 92.000 km als 117.500 km del centre de Saturn i presenta una amplària de 25.500 km. En aquest anell, és on s'adverteix una major organització estructural. També conté la major densitat de partícules que es troba en els anells. Hi ha variacions d'opacitat en l'anell B al llarg de distàncies radials de no més de 10 a 50 quilòmetres, cosa que no deixa de cridar l'atenció si considerem que té una amplària total de 25.500 quilòmetres. La part central i més opaca d'aquest anell B és aquella on apareixen les falques radials.